# Терзийско (област Ловеч)
 За другото българско село вижте Терзийско (Област Бургас).  
Терзийско е село в Северна България, област Ловеч, община Троян.

## География
Село Терзийско се намира вСтара планина на 40 километра южно от град Ловеч и 12 километра западно от град Троян. То е единственото населено място в района, което не е разположено в долините, а по билата на възвишенията върху които се намира, което позволява изключителна панорамна гледка към най-високите върхове на Стара планина и предбалкана. Невероятната природа и зеленина допълват приказната картина.
Терзийско е крайно село – асфалтовият път, който води до него свършва на 3 километра над селото. Преди 15-на години селото е известно с двата си цеха за керамични съдове. Малка част от продукцията се изнасяше за САЩ и Канада. Понастоящем, обаче, само тук-там са останали грънчари, които работят в работилнички в домовете си. В Терзийско се усеща силно демографския срив, като местното население се е стопило до около 1/5 за последните 20 години. Обнадеждаващ е факта, че много хора от цяла България са привлечени през уикендите от чистата и истинска природа на Балкана, като за последните няколко години са построени множество спретнати почивни вили.
Махали:Терзийска, Рупска, Дулевска, Саизка, Николска, Решовска, Фатешка, Пъпревска, Вълчовска, Гърмодолска, Шабанска, Шолевска, Канджишка, Баръмска, Тотевска и Пехливанска.

## История
Някога районът на селото бил обрасъл с гори, ливади и пасища. по тези места идвали със стадата си през лятото овчари от Троян. Троянчани често били нападани от кърджалийски и други разбойнически дружини. Много от жителите му потърсили по-спокойни места за заселване, по-високо в планината. По течението на р. Ръждавец, първоначално те прекарвали на кошари само през лятото, а по-късно започнали да остават и през зимата. Така възникнало с. Терзийско, някъде около 1650-1700 г.
В землището на селото има находища на хубава глина и това е причината да се развие грънчарството. Този занаят дава и първото име на селото Грънчар, което то носи до 1868 г., когато се отделя като самостоятелна община под сегашното си име Терзийско. В горната махала Терзийска, поради хубавите и обширни пасища, се развивло животновъдството, което от своя страна било предпоставка за възникването на терзилъка (шивашкия занаят). В началото заселниците си шиели дрехи в Троян. По-късно троянски майстори-терзии започнали да идват и да отсядат в горната махала за по няколко дни. Впоследствие някои от тях се преселили тук и махалата получила името си Терзийска.
През 1924 г. при разследване на грабеж в село Терзийско, полицията разбива анархо-комунистическа банда в Троянския Балкан, ръководена от Колю Т. Кацаров и Тотю Минков от село Борима — Троянско.

## Население
Численост и дял на етническите групи според преброяването на населението през 2011 г.:
|                     | Численост | Дял (в %) |
| Общо                | 326       | 100,00    |
| Българи             | 324       | 99,38     |
| Турци               | 0         | 0,00      |
| Цигани              | 0         | 0,00      |
| Други               | 0         | 0,00      |
| Не се самоопределят | 0         | 0,00      |
| Неотговорили        | 1         | 0,30      |

## Други

### Религии
Източно православие.

### Обществени институции
Кметство; читалище „Зора“ – основано 1922 г.; църква „Свети Николай“ – основана 1952 г.

### Забележителности
- Цачковата дупка – вертикална пещера с дължина 50 метра.

### Редовни събития
Ден на грънчаря – отбелязва се в средата на юни като празник на селото.

## Личности
- Дочо Вачков – актьор
- Минко Герджиков – бивш зам.-кмет на София
- Спас Дочев – скулптор
- Цвятко Дочев – художник
- Минчо Казанджиев – бивш кмет на Ловеч
- Минко Колев Цвятковски (1938-2017)